# Christa Wehling
Pour les articles homonymes, voir Wehling.
Christa Wehling, née à Elmshorn (Schleswig-Holstein) le 6 mars 1928 et morte dans cette ville le 17 mars 1996, est une actrice populaire allemande de radio et de télévision.

## Filmographie

### Actrice

#### Cinéma
- 1973 : ...aber Jonny! : Frau Neumann

#### Télévision

##### Séries télévisées
- 1967 : Dreizehn Briefe : Wiebke Ehlers
- 1967-1968 : Landarzt Dr. Brock : Lotte Kelter
- 1969-1971 : Haifischbar
- 1974 : Eine geschiedene Frau
- 1977 : Lokalseite unten links : Frau Daumel
- 1984 : Helga und die Nordlichter : Gretchen Wohlers
- 1986 : Wanderjahre

##### Téléfilms
- 1956 : Cowboys, Quiddjes und Matrosen
- 1958 : Meister Anecker : Lene Anecker
- 1958 : Wenn man Meyer heißt : Ingrid Jensen
- 1959 : Wenn der Hahn kräht : Lena Kreyenborg
- 1961 : Ein Mann mit Charakter : Gisela
- 1961 : Opa wird verkauft : Katrin
- 1961 : Stine vom Löh auf großer Fahrt : Maddo Clüver
- 1962 : De dolle deern : Lentrin Jaspers
- 1962 : Der Bürgermeisterstuhl : Toni
- 1962 : Schweinskomödie : Anna Lamken
- 1964 : Das Hörrohr : Lieschen Quadfasel
- 1964 : Die Kartenlegerin oder Die Welt will betrogen sein : Gesa Wesseloh
- 1965 : Meister Anecker : Lene Anecker
- 1966 : Die Königin von Honolulu : Fränzi
- 1967 : Hein Butendörp sien Bestmann : Rieke Stulp
- 1967 : Petrus gibt Urlaub : Stina
- 1968 : Die Kartenlegerin : Gesa Wesseloh
- 1968 : Zwei Kisten Rum : Guste von Katjendörp
- 1969 : Der Bürgermeisterstuhl : Pflegeschwester Toni
- 1971 : Das Verlegenheitskind
- 1971 : Jonny der Dritte : Adele Schnoor
- 1971 : Mein Mann, der fährt zur See : Wirtin Mary Brammer
- 1971 : Sparks in Neu-Grönland : Familie Rathmann
- 1973 : Das Hörrohr
- 1973 : Vier Frauen um Kray : Mile Haak
- 1974 : Bismarck von hinten oder Wir schliessen nie : Susanne Knüppel
- 1974 : Das Sympathiemittel : Marie Rode
- 1975 : Liebe Verwandtschaft : Meta
- 1976 : Hühner aus Nachbars Garten : Olga
- 1977 : Petrus gibt Urlaub : Stina
- 1978 : Cowboys, Quiddjes und Matrosen
- 1978 : Der politische Bock
- 1979 : Ein Mann mit Charakter : Selma Hintzpeter
- 1979 : Heiratsschwindel
- 1979 : Mit Gefühl und Wellenschlag : Alma Köppke
- 1980 : Aller guten Dinge sind drei. Serenade für Spieldose, Cello und Orgel : Altes Mädchen
- 1980 : Das Naturtalent : Helene
- 1981 : Kollege Generaldirektor
- 1981 : Späte Liebe geht ins Geld : Marie-Louise Prahl
- 1982 : Das Piratenstück
- 1982 : Eine Frau für den Klabautermann
- 1983 : Die fröhliche Tankstelle
- 1983 : Gute Nacht, Frau Engel : Elfriede Forster
- 1985 : Familie Schlapphoff : Martha Schlapphoff
- 1986 : Der Trauschein : Rosemarie Rieks
- 1986 : Vom Fischer und seiner Frau : Ilsebill
- 1987 : Salon Meier
- 1989 : Die Deern ist richtig
- 1990 : Die spanische Fliege : Emma Klinke
- 1992 : Die schwebende Jungfrau : Ida Holthusen
- 1995 : Der Bürgermeisterstuhl

### Scénariste

#### Téléfilms
- 1974 : Der schönste Mann von der Reeperbahn